# بارني دانيلز
بارني دانيلز (بالإنجليزية: Barney Daniels) هو لاعب كرة قدم بريطاني، ولد في 24 نوفمبر 1950 في سالفورد ‏ في المملكة المتحدة. لعب مع أشتون يونايتد وستوكبورت كونتي ومانشستر سيتي ومانشستر يونايتد ونادي تشستر سيتي.